# 学舎エクスタシー
『学舎エクスタシー』（まなびやエクスタシー）は、日本のシンガーソングライター椎名林檎が1999年11月に開催した学園祭ツアー。

## 概要
同年4月に開催された自身初のライブ・ツアー「先攻エクスタシー」より約半年ぶりとなるツアー。大学祭ということから、バンドメンバーには椎名の友人のアマチュアミュージシャンが起用された。また演奏された楽曲の半数が未発表のカバー曲を含む未音源化曲であった。本ツアーで披露された新曲のうち「メロウ」、「不幸自慢 ～fuck of "G" men～」、「SO COLD」の3曲はスタジオで再録され、2000年9月13日に発売された3枚組シングル集『絶頂集』に収録された。「Σ」とザ・ピーナッツのカバーである「東京の女」は『ギブス』のカップリング曲として収録された。また「果物の部屋」は、タイトルと歌詞が書き換えられ、補作した「静かなる逆襲」という楽曲として、2014年11月に発表されたスタジオ・アルバム『日出処』に収録された。2022年2月現在、コンサートの正式な音源化および映像化はなされていない。

## セットリスト
1. U.F.O.（ピンク・レディーのカバー）
2. SO COLD
3. 丸ノ内サディスティック
4. アイデンティティ
5. 乳頭デストロイヤー
6. あおぞら
7. 輪廻ハイライト
8. 果物の部屋
9. 警告
10. Σ
11. メロウ
12. 積木遊び
13. 不幸自慢 ～fuck of "G" men～
14. 東京の女（ザ・ピーナッツのカバー）
15. クリープ（レディオヘッドのカバー）
16. 幸福論（悦楽編）
17. 歌舞伎町の女王
18. シドと白昼夢

1. U.F.O.（ピンク・レディーのカバー）
2. SO COLD
3. 丸ノ内サディスティック
4. アイデンティティ
5. 乳頭デストロイヤー
6. あおぞら
7. 輪廻ハイライト
8. 警告
9. 果物の部屋
10. Σ
11. メロウ
12. 積木遊び
13. 不幸自慢 ～fuck of "G" men～
14. 東京の女（ザ・ピーナッツのカバー）
15. クリープ（レディオヘッドのカバー）
16. 幸福論（悦楽編）
17. 歌舞伎町の女王
18. シドと白昼夢

1. U.F.O.（ピンク・レディーのカバー）
2. SO COLD
3. 丸ノ内サディスティック
4. アイデンティティ
5. 正しい街
6. 乳頭デストロイヤー
7. あおぞら
8. 輪廻ハイライト
9. 警告
10. 果物の部屋
11. Σ
12. メロウ
13. 積木遊び
14. 不幸自慢 ～fuck of "G" men～
15. 東京の女（ザ・ピーナッツのカバー）
16. クリープ（レディオヘッドのカバー）
17. 幸福論（悦楽編）
18. 歌舞伎町の女王
19. シドと白昼夢

## 公演日程
| 公演日         | 大学         | 会場                    |
| -------------- | ------------ | ----------------------- |
| 1999年11月2日  | 東海大学     | 湘南校舎2号館2S-101教室 |
| 1999年11月7日  | 昭和女子大学 | 人見記念講堂            |
| 1999年11月12日 | 西南学院大学 | 学内体育館              |
| 1999年11月13日 | 立命館大学   | 衣笠キャンパス第1体育館 |

## バンドメンバー
天才プレパラート
- 声と電気式ギター：椎名林檎
- 電気式ギターと声：戸谷誠
- 電気式ベースとテルミンと声：岩井英吉
- 生ドラムと声：西川央